# Arka Przymierza

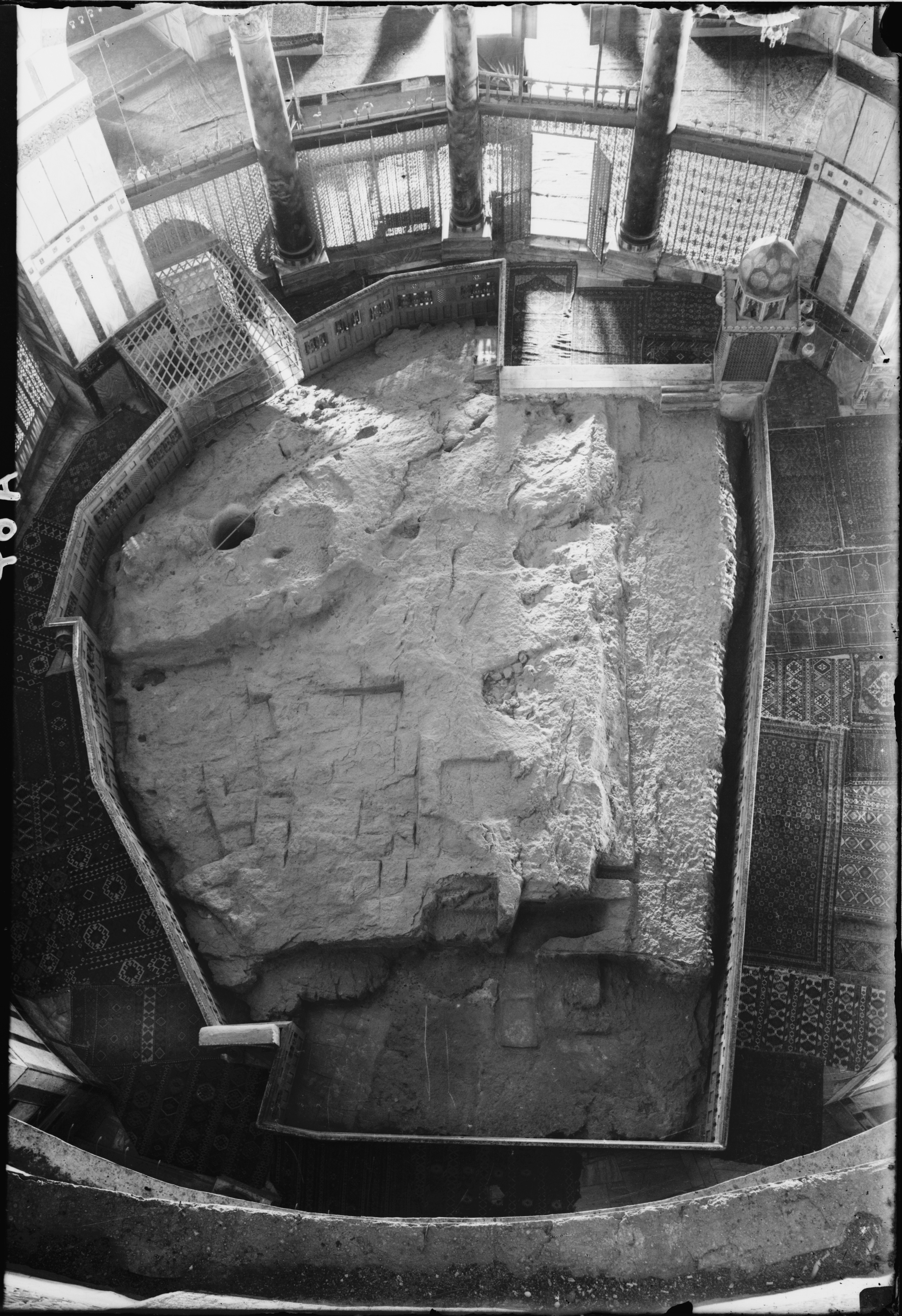
Skała pod Kopułą na Skale

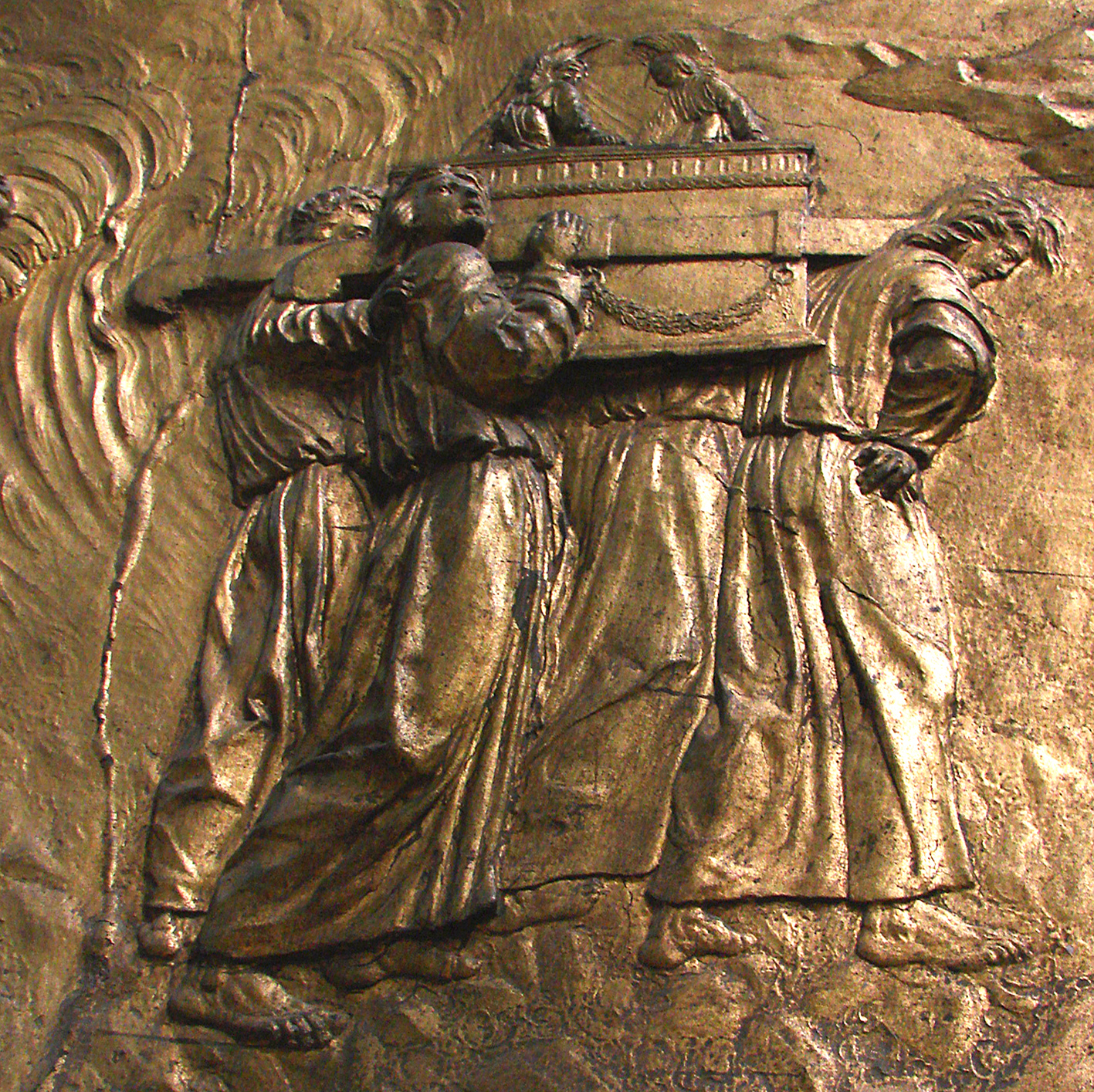
Relief w katedrze w Auch

Arka Przymierza (hebr. ‏אָרוֹן הָבְרִית‎ Aron ha-Berit, łac. arca – „skrzynia”) – w chrześcijaństwie i judaizmie ozdobna skrzynia, w której przechowywano tablice z Dekalogiem, była symbolem obecności Jahwe.

## Opis
W Biblii opisana jest jako skrzynia z drewna akacjowego o wymiarach ok. 140×80×80 cm obita obustronnie złotą blachą. Zamknięcie Arki Przymierza stanowiła płyta ze złota (hebr. kaporet). Zgodnie z tradycją żydowską, w arce przechowywano laskę Aarona, dzban z manną i dwie kamienne tablice z tekstem Dekalogu; tradycję tę podziela autor Listu do Hebrajczyków (Hbr 9,4). Natomiast zgodnie z 1 Księgą Królewską 8,9 w czasach Salomona znajdowały się tam jedynie tablice Przymierza. Jahwe miał wręczyć te tablice Mojżeszowi na górze Synaj, w trakcie wędrówki ludu Izraela z Egiptu do Ziemi Obiecanej. Osobą, która miała wyłączne uprawnienie do bezpośredniego dostępu do arki był arcykapłan.

## Historia
Według hebrajskiej Biblii, do momentu wybudowania Pierwszej Świątyni przez króla Salomona arka była przewożona na specjalnym wozie z zasłonami podczas kampanii wojskowych prowadzonych przez Izraelitów. Stanowiła ona centrum kultu w czasie wędrówki Izraelitów do ziemi Kanaan. Wierzono, że armia posiadająca arkę jest niezwyciężona. W czasie oblężenia Jerycha obnoszono ją wokół murów miasta. Później przechowywana była w miejscu najświętszym Przybytku Mojżeszowego w Szilo. Następnie zdobyć ją mieli Filistyni lecz, jak twierdzi Biblia, zwrócili, widząc w niej przyczynę swoich klęsk. Król Dawid miał przenieść ją na wzgórze Syjon w Jerozolimie, a Salomon po wybudowaniu świątyni do specjalnego pomieszczenia zwanego Święte Świętych, do którego nie miał wstępu nikt prócz arcykapłana (raz w roku, z okazji święta Jom Kipur).
Arka zaginęła w trakcie najazdu armii Babilonu pod wodzą Nabuchodonozora II na Palestynę w 586 p.n.e. i zburzenia Pierwszej Świątyni.
W niektórych Kościołach wschodnich istnieje doktryna, według której arka została potajemnie wywieziona z Pierwszej Świątyni i znajduje się gdzieś na terytorium obecnego Sudanu, gdzie zostanie odnaleziona przez Jezusa Chrystusa w dniu zstąpienia Królestwa Bożego na Ziemię.
Według tradycji kościoła etiopskiego arka lub jej dokładna kopia znajduje się w kościele Matki Bożej z Syjonu w Aksum – dawnej stolicy Cesarstwa Etiopii. Według przekazów z XIV wieku, Menelik I – pierwszy król Etiopii i zgodnie z legendą syn królowej Saby i króla Salomona – miał przywieźć arkę z Izraela do Etiopii. Według innej teorii arkę wywieźli Żydzi udający się na emigrację do Egiptu, zatrzymali się na wyspie Elefantyna znajdującej się na rzece Nil i ok. 650 r. p.n.e. zbudowali świątynię. Po jej zburzeniu przez Egipcjan ok. 410 r. p.n.e. wyruszyli na południe wzdłuż Nilu do Etiopii i umieścili ją w Aksum. Każdego roku, 19 stycznia podczas święta Timkat upamiętniającego chrzest Jezusa Chrystusa w Jordanie, kopia arki jest obnoszona w procesji. Arka jest pilnie strzeżona, a opiekę nad nią sprawuje dożywotnio wyłącznie jeden mnich – nikt inny nie ma do niej dostępu.
Do poglądów o losach zaginionej arki dołącza opis zawarty w 2 Księdze Machabejskiej, wedle którego prorok Jeremiasz ukrył ją w grocie na górze Nebo, po wschodniej stronie Jordanu. Część religijnych Żydów i niektórzy uczeni uważają, że kapłani jerozolimscy, na wieść o rychłym upadku miasta, ukryli arkę w tajemnej komnacie pod Wzgórzem Świątynnym. Ta komnata ma się rzekomo znajdować pod muzułmańską Studnią Dusz.

## Arka Przymierza w Biblii
I uczynią arkę z drzewa akacjowego; jej długość będzie wynosiła dwa i pół łokcia; jej wysokość półtora łokcia i jej szerokość półtora łokcia.
I pokryjesz ją szczerym złotem wewnątrz i zewnątrz, i uczynisz na niej dokoła złote wieńce.
Odlejesz do niej cztery pierścienie ze złota i przymocujesz je do czterech jej krawędzi: dwa pierścienie do jednego jej boku i dwa do drugiego jej boku.
Rozkażesz zrobić drążki z drzewa akacjowego i pokryjesz je złotem.
I włożysz drążki te do pierścieni po obu bokach arki celem przenoszenia jej.
Drążki pozostaną w pierścieniach arki i nie będą z nich wyjmowane.
I włożysz do arki Świadectwo, które dam tobie.
I uczynisz przebłagalnię ze szczerego złota: długość jej wynosić będzie dwa i pół łokcia, szerokość zaś półtora łokcia;
dwa też cheruby wykujesz ze złota. Uczynisz zaś je na obu końcach przebłagalni.
Jednego cheruba uczynisz na jednym końcu, a drugiego cheruba na drugim końcu przebłagalni. Uczynisz cheruby na końcach górnych.
Cheruby będą miały rozpostarte skrzydła ku górze i zakrywać będą swymi skrzydłami przebłagalnię, twarze zaś będą miały zwrócone jeden ku drugiemu.I ku przebłagalni będą zwrócone twarze cherubów.
Umieścisz przebłagalnię na wierzchu arki, w arce zaś złożysz Świadectwo, które dam tobie.
Tam będę się spotykał z tobą i sponad przebłagalni i spośród cherubów, które są ponad Arką Świadectwa, będę z tobą rozmawiał o wszystkich nakazach, które dam za twoim pośrednictwem Izraelitom.

(Wj 25, 10-22) wersja Biblii Tysiąclecia

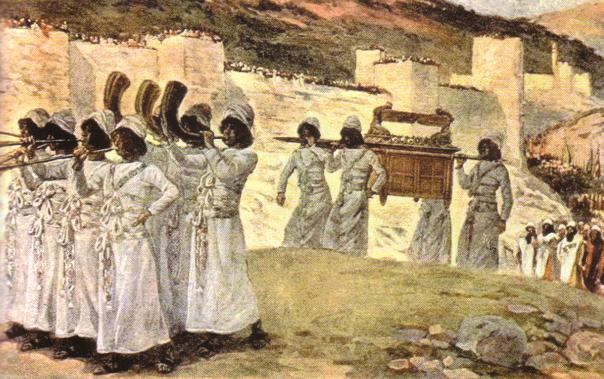
Arka przed murami Jerycha, obraz Jacques’a J. Tissota

Arka Przymierza miała być zbudowana albo przez Besaleela podczas obozowania pod górą Synaj (Wyjścia 25, 10-22; 37, 1-9), albo zbudowana przez Mojżesza (Powtórzonego Prawa 10, 5). Z początku przechowywana była w Namiocie Spotkania w Miejscu Najświętszym (Wyjścia 26, 33), później – po wybudowaniu przez Salomona – w świątyni w Jerozolimie (2 Księga Kronik 5, 1-7).
2 Księga Kronik 5, 10 podaje, że w czasie oddania do użytku świątyni Salomona w Arce znajdowały się dwie tablice kamienne, które Bóg dał Mojżeszowi (Powtórzonego Prawa 10, 5), wcześniej znajdowały się tam także: złote naczynie z manną (Wyjścia 16, 33-34) i laska Aarona – umieszczona tam po buncie Koracha jako znak dla zbuntowanego pokolenia (List do Hebrajczyków 9, 4). Księga Powtórzonego Prawa 31, 24-27  opisuje, że obok Arki została położona Księga Prawa.
W czasie zdobywania Jerycha kapłani nieśli arkę za wojownikami (Księga Jozuego 6, 1-5). Potem przez jakiś czas znajdowała się w Szilo (Księga Jozuego 18, 1; Księga Sędziów 18, 31, następnie w Betel Księga Sędziów 20, 18. 26).
Rozdziały od 4 do 6 1 Księgi Samuela opisują zdobycie arki przez Filistynów i związane z tym dla nich przykrości. Następnie Arkę przechowywano w domu Obed-Edoma z Gat (2 Księga Samuela 6, 10-12).  rozdziały od 13 do 16 1 Księgi Kronik opisują sprowadzenie arki, która od ok. 70 lat miała stać w Kirjat Jaerim, do Jerozolimy; w drodze za lekceważenie wskazówek Bożych dotyczących transportu arki ginie Uzza.
W 2 Księdze Machabejskiej mowa jest o ukryciu arki przez proroka Jeremiasza w pobliżu Góry Nebo na stepach Moabu (por. 2 Mch 2, 4-6).
Księga Jeremiasza zawiera proroctwo, zgodnie z którym w przyszłości nikt nie będzie już wspominał Arki Przymierza ani odczuwał jej braku, nikt też nie uczyni nowej (Jer 3, 16).
Arka przymierza wymieniona jest także w Apokalipsie św. Jana 11, 19, znajduje się tam w niebiańskim sanktuarium Boga.

## Arka Przymierza w kulturze
- Duża część akcji powieści Odkrycie nieba Harry’ego Mulischa opiera się na poszukiwaniu Arki Przymierza.
- Poszukiwacze zaginionej Arki – film przygodowy z 1981 roku w reżyserii Stevena Spielberga
- Zaginiony skarb templariuszy – film przygodowy z 2006 roku produkcji duńskiej.